# Andrena verecunda
Andrena verecunda är en biart som beskrevs av Cresson 1872. Andrena verecunda ingår i släktet sandbin, och familjen grävbin. Inga underarter finns listade i Catalogue of Life.